# Albizia pedicellaris
Albizia pedicellaris är en ärtväxtart som först beskrevs av Dc., och fick sitt nu gällande namn av Maria de Lourdes Rico. Albizia pedicellaris ingår i släktet Albizia och familjen ärtväxter. Inga underarter finns listade i Catalogue of Life.